# 蛭田達也
蛭田 達也（ひるた たつや、1961年（昭和36年）3月16日 - ）は、日本の漫画家。福島県いわき市出身。横浜商科大学高等学校卒業。

## 略歴
1981年（昭和56年）、第27回少年マガジン新人漫画賞を『コータローまかりとおる!』（読切版）で受賞し、デビュー。
代表作は、空手の達人で明るく女好きの主人公が活躍する学園コメディー『コータローまかりとおる!』。単行本未収録の読み切り作品『あいつがKYOKI』を除いて、作品はこのシリーズのみである。
1986年（昭和61年）、『コータローまかりとおる!』で第10回講談社漫画賞少年部門を受賞。
2004年（平成16年）、長年患っていた腰痛が悪化したため、病気療養と発表した。長期間の休載に入って以降、一般には消息が途絶えていたが、2011年（平成23年）発行の「マイケル教えて!被災猫応援の教科書」（ISBN 978-4063761542）において作品を寄稿。この時「失業中(サボリ中)」とコメント。既に20年近く漫画家としての活動履歴が無いため、現在においては、事実上の引退状態と言える。

## 人物
- ヘヴィメタルを愛好するメタラーで、仲間内でバンドを組んでおり、『コータロー』でもメタルやハードロックを軸にした話（第六部）を描いている。
- 猫好きであり、自宅にて何匹もネコを飼っていたことから、『コータロー』の柔道編ではネコたちが登場していた。
- 当時、人気を博していたドラマ「古畑任三郎」をこよなく愛し、『コータロー』の柔道編ではパロディーとして、作品内でミステリー展開を入れていた。さらに欄外で『金田一少年の事件簿』のエピソードの一つである「魔犬の森の殺人」の真相当てに挑戦し、問題編が最後まで連載される前に正答を導き出した。
- 1984年に『コータロー』が実写映画化された際には、柔術部の百人組手でコータローが対戦する相手の一人として特別出演している。主演の黒崎輝の頬に強烈なキスをして「ヒルみたいな奴ちゃ」と押しのけられた際に「蛭田だ!」と名乗り、原作者と知ったコータローが土下座をするコントが繰り広げられた。

## 作品リスト
コータローまかりとおる!（1982年 - 1994年、週刊少年マガジン、講談社、全59巻、ワイド版全31巻、文庫版全16巻）
新人賞受賞作を設定を一新して連載化。学生2万人の超巨大学園を舞台に、学園一のスケベにして空手の達人新堂功太郎の繰り広げる騒動を描く。初期は単なるハチャメチャ学園ラブコメだったが、連載が長期化するにつれて格闘漫画としての色彩を強くしていき、学園を支配する不良集団「蛇骨会」との抗争を発端とする闇の世界との戦いがストーリーの根本に流れる伏線となった。しかし、ストーリーがシリアスになっても主人公の奔放さは最後まで貫かれている。
実写映画化もされた。『コータローまかりとおる!』（1984年、東映）、黒崎輝主演。
新・コータローまかりとおる! 柔道編（1995年 - 2001年、週刊少年マガジン、全27巻）
上記作品の続編。気が弱いため実力を発揮できずにいる柔道少年西郷三四郎を実質的な主人公に、功太郎の巻き起こす騒動に巻き込まれつつ才能を開花させていく三四郎の成長を描く。
コータローまかりとおる! L（2003年 - 2004年、週刊少年マガジン → マガジンSPECIAL）
再び功太郎をメインにした続編。ニューヨークから功太郎の母が突然帰国したことをきっかけに、新堂家に伝わる秘伝虎の巻を狙うアメリカンニンジャ軍団との抗争が開始される。最終章と言われているが、作者病気療養の為長期休載。その後、復帰することなく掲載誌のマガジンSPECIALも2017年に休刊。未完のまま事実上の連載終了になっている。
あいつがKYOKI （1984年、週刊少年マガジン）
単行本未収録の読み切り。

## アシスタント
- 森川ジョージ[1]